# 三岐市
三岐市（越南语：／）是越南中部广南省的省莅。

## 地理
三岐市北接升平縣，南接成山县，西接富宁县，东临南中国海。

## 历史
阮朝时期，三岐市属于广南省升平府河东县。成泰十八年（1906年），阮朝升河东县为三岐府。1948年，北越政府废府存县，改为三岐县。1951年，越南国升为三岐市社，后改为三岐郡。1962年，越南共和国设立广信省，三岐郡成为广信省省莅。而越南南方共和国将三岐划分为南三岐县、北三岐县和三岐市社3个政区。
三岐在越南战争期间为美军的主要基地。
1975年3月24日，越南南方共和国占领三岐，后划归广南-岘港省管辖。
1976年11月20日，南三岐县、北三岐县和三岐市社合并为三岐县。三岐县下辖三岐市镇、成山市镇、三安社、三英社、三民社、三江社、三海社、三合社、三和社、三岭社、三美社、三义社、三富社、三玉社、三福社、三光社、三山社、三泰社、三升社、三清社、三城社、三盛社、三进社、三春社2市镇22社。
1979年3月13日，茶眉县茶上社划归三岐县管辖，与三山社合并为三茶社。
1983年12月1日，三茶社析置三山社。
1983年12月3日，三岐县分设为三岐市社和成山县，三岐市社下辖和芳坊、安山坊、福和坊、安春坊、安美坊、新盛坊、长春坊、三富社、三清社、三倘社、三安社、三民社、三盛社、三福社、三玉社、三泰社、三岭社7坊10社。
1985年4月12日，三福社析置三禄社，三民社析置三荣社。
1994年9月28日，三岐市社析置三檀社。
1996年11月6日，广南-岘港省恢复分设为直辖市岘港市和广南省，三岐市社成为广南省莅。
2002年3月21日，三富社析设安富坊。
2004年末，三岐市社下辖安美坊、安富坊、安山坊、安春坊、和香坊、福和坊、新盛坊、长春坊、三安社、三民社、三檀社、三岭社、三禄社、三富社、三玉社、三福社、三泰社、三升社、三清社、三城社、三荣社8坊13社。
2005年1月5日，新盛坊和三檀社析置和顺坊，三泰社析置三大社；以三岭社、三泰社、三民社、三坛社、三安社、三禄社、三荣社、三城社、三福社、三大社10社析置富宁县；三岐市社仍辖长春坊、安山坊、新盛坊、安美坊、安春坊、安富坊、和香坊、福和坊、和顺坊、三升社、三清社、三富社、三玉社9坊4社。
2005年10月26日，三岐市社被评定为三级城市。
2006年9月29日，三岐市社改制为三岐市。
2016年2月5日，三岐市被评定为二级城市。
2024年10月24日，越南国会常务委员会通过决议，自2025年1月1日起，福和坊并入安春坊。

## 行政区划
三岐市下辖8坊4社，市人民委员会位于安美坊。
- 安美坊（Phường An Mỹ）
- 安富坊（Phường An Phú）
- 安山坊（Phường An Sơn）
- 安春坊（Phường An Xuân）
- 和香坊（Phường Hòa Hương）
- 和顺坊（Phường Hòa Thuận）
- 新盛坊（Phường Tân Thạnh）
- 长春坊（Phường Trường Xuân）
- 三玉社（Xã Tam Ngọc）
- 三富社（Xã Tam Phú）
- 三升社（Xã Tam Thăng）
- 三清社（Xã Tam Thanh）

## 交通

### 公路

#### 概况
有国道1号、岘港－广义高速公路贯穿全境。

#### 汽车客运
- 2号线（三岐-北茶眉）：运营时间05:00-18:00，45分钟/班
- 4号线（三岐-岘港）：运营时间05:00-18:00，15分钟/班
- 5号线（三岐-成山）：运营时间05:30-17:30，45分钟/班
- 7号线（三岐-协德）
- 8号线（三岐-大禄）：运营时间05:00-17:00，30分钟/班
- 10号线（三岐-大岭）
- 11号线（三岐-奠玉）
- 12号线（三岐-茱莱机场）

### 铁路
越南铁路干线南北铁路沿国道1号自西北向东南贯穿市境内。三岐站位于市区安春坊阮潢街。

## 教育

### 高等学校

#### 本科高校
- 广南大学[12]

#### 专科高校
- 广南职业技术学院[12]
- 广南经济职业技术学院
- 广南卫生职业技术学院[12]
- 东亚工业技术学院

### 中学

#### 高级中学
- 阮秉谦中学
- 陈高云中学
- 黎贵惇中学
- 潘佩珠中学
- 何辉集中学
- 维新中学

#### 初级中学
- 阮攸中学
- 李自重中学
- 黎鸿锋中学
- 黎利中学
- 阮惠中学
- 黄叔沆中学
- 李常杰中学
- 朱文安中学
- 蔡璠中学
- 阮瓘中学

## 公共娱乐场所
- 中部青少年中心
- 广南省文化运动中心
- 三岐市体育场
- 广南省儿童文化中心
- 三・二四广场
- 广南省图书馆
- 广南省博物馆

## 文化观光

### 历史遗迹
- 文圣孔庙（潘佩珠街86号）
- 岐英地道（三清社石新村，市区西北8km）

### 旅游区
- 阮氏庶纪念馆（黎圣宗街中段，市区以北5km）
- 三清壁画村（三清社，市区东北12km）
- 三清海滩（三清社，市区东北12km）

### 传统工艺村
- 捞蚬名村：三富社新富村
- 织席名村：三升社石新村
- 制酱名村：三清社三邑村

## 特产
- 广南鸡饭
- 茉莉花茶
- 广南面

## 城市荣誉
2015年10月27日，由联合国人居署亚太办事处、亚洲人居环境协会、福冈亚洲都市研究所、亚洲景观设计学会联合主办的“2015亚洲都市景观奖”颁奖礼在日本福冈隆重举行。联合国人居署亚太办事处授予三岐市“2015年亚洲都市景观奖（城市类）”荣誉。“亚洲都市景观奖”是于2010年创设的国际奖项，该奖项2015年有来自日本、韩国、中国、东南亚地区的9个城市获此殊荣。